# Alpaida kartabo
Alpaida kartabo Levi, 1988 è un ragno appartenente alla famiglia Araneidae.

## Etimologia
Il nome della specie deriva dal luogo di rinvenimento degli esemplari: la località di Kartabo  nella Guyana settentrionale

## Caratteristiche
L'olotipo femminile rinvenuto ha dimensioni: cefalotorace lungo 2,5mm, largo 2,0mm; il primo femore misura 2,6mm e la patella e la tibia circa 2,9mm.

## Distribuzione
La specie è stata rinvenuta in Guyana: l'olotipo femminile a Kartabo, località nei pressi di Bartica, nel distretto guyanense di Isole Essequibo-Demerara Occidentale.

## Tassonomia
Al 2015 non sono note sottospecie e dal 1988 non sono stati esaminati nuovi esemplari.